# Тревизан, Этторе
Этторе Тревизан (итал. Ettore Trevisan, 23 марта 1929, Триест, Италия — 12 ноября 2020, там же) — итальянский футболист и тренер.

## Карьера
В качестве футболиста, в основном, выступал в низших лигах и не снискал большой славы. Перейдя на тренерскую работу, возглавлял ряд итальянских команд. Долгое время трудился в Греции. В 1963 году наставник имел предложение от турецкого «Бешикташа», но не возглавил его. Наибольших успехов Тревизан добился у руля сборной Гаити. В 1973 году «гренадеры» под руководством итальянца в первый и последний раз в своей истории победили в чемпионате наций КОНКАКАФ. Благодаря успеху они получили путевку на Чемпионат мира 1974 года в ФРГ и в Западном Берлине. Однако на мундиаль гаитяне отправились под руководством Антуана Тасси, а Тревизан вернулся в «Олимпиакос» (Волос). Последней командой в карьере наставника стала «Марсала».

## Достижения
- Победитель чемпионата наций КОНКАКАФ: 1973.

## Семья
Старший брат Гульельмо Тревизан (1918—2003) также был футболистом. В 1940 году он провел два матча за сборную Италии, в которых забил один гол.